# 宗像直美
宗像直美（日语：／ Munakata Naomi */?，1955年5月31日—2020年3月26日），女，日本出身的巴西古典音乐指挥家。巴西圣保罗市立合唱团首席指挥。

## 生平
1955年生于日本广岛县。2岁时全家搬到巴西的聖保羅居住。4岁开始学习钢琴，7岁开始合唱等声乐训练。她还学习过拉小提琴和竖琴。1978年毕业于圣保罗音乐学院。1986年获得日本政府的奖学金，在东京大学留学。回到巴西后，曾任圣保罗州立青年合唱团指挥兼艺术总监。1995年至2013年，任圣保罗州立交响乐团合唱部指挥。之后，任圣保罗市立合唱团原首席指挥。
2020年3月16日在聖保羅因病住院，3月19日的2019冠狀病毒检测结果呈阳性。3月26日病情恶化去世，终年64岁。